# 心唇金钗兰
心唇金钗兰（学名：Luisia cordata）为兰科钗子股兰属下的一个种。种名cordata意为心形的。